# Jerzy Steckiw
Jerzy Marian Steckiw, ur. 8 grudnia 1934 w Bochni, II Rzeczpospolita, zm. 18 sierpnia 2015 w Brisbane, Australia) – polski piłkarz i trener piłkarski.

## Kariera piłkarska

### Kariera klubowa
Występował w Bocheńskim Klubie Sportowym.

## Kariera trenerska
Po zakończeniu kariery piłkarskiej rozpoczął pracę szkoleniowca. Studiował na Krakowskiej AWF. Szkolił piłkarzy takich klubów jak: Radomiak Radom, MKS Krakus, Hutnik Kraków, Wisłoka Dębica i Garbarnia Kraków. W lipcu 1972 stał na czele Wisły Kraków, którą kierował do października 1974 roku. Pod jego wodzą Wisła dwukrotnie zajęła 5. miejsce w Ekstraklasie (1972/1973 i 1973/1974). Prowadził Białą Gwiazdę w 66 ligowych meczach: 28 z nich krakowianie wygrali, 20 zremisowali i 18 przegrali. W latach 1977–1978 pracował z Arką Gdynia w okresie jej największych sukcesów. Prowadził Arkę w 29 meczach. Gdy zespół sięgał po Puchar Polski, on trenował Arkę w 3 meczach aż do półfinału, a potem Arkę poprowadził do końcowego sukcesu Czesław Boguszewicz.
W 1981 r. wyjechał do Austrii, po 2 miesiącach przeniósł się do Australii, gdzie osiadł w Brisbane.
18 sierpnia 2015 zmarł w Brisbane w wieku 81 lat.